# Либаде
Либаде је кратки, горњи женски хаљетак свечане женске ношње.

## Опис
Либада су шивена од црне или беле свиле, атласа, сомота или кадифе. Боје су углавном тамне - црна, тегет, љубичаста. Имала су широке рукаве, тако да се у њима могла видети постава црвене или бордо боје. Ивице либада су биле украшене везом од златних и сребрних нити у филигранској орнаментици и углавном су представљале биљне или цветне лозице.
Либаде је покривало само рамени део груди, није се закопчавало, тако да су прса увек била истакнута. Испод њега се носила свилена, а касније вероватно и тања памучна кошуља. 
Може се сматрати континуираним наставком хаљетка који се дотле носио, а који је преузет из турске женске ношње, под називом „фермен“. 
У врањским крајевима се јавља тек са коначним турским повлачењем, крајем 19. и почетком 20. века. Задржало се у употреби све до 50-их година 20. века.

## Галерија
- Либаде из етнолошке колекције Народног музеја у Крушевцу
- Либаде са брошем
- Либаде од сомота
- Детаљи веза са рукава
- Детаљи веза са рукава
- Детаљи
- Либаде од сомота
- Либаде са брошем
- Украсни вез око груди
- Украси на либадама
- Либада, почетак XX вијека, Мркоњић Град, Музеј Републике Српске